# 史蒂芬·布塞
史蒂芬·布塞（法語：Stéphane Brizé）是法國電影導演、監製、編劇與演員。

## 生平
史蒂芬·布塞大學時攻讀電子科技，畢業後在巴黎的電視台與劇場工作，後來即投入電影工作；2015年，他執導的《衡量一個人》首度獲選為第68屆坎城影展正式競賽片；2016年，他改編自莫泊桑同名小說的《女人的一生》進入第73屆威尼斯影展正式競賽單元，並獲得費比西國際影評人獎。
2018年，他以《全面開戰》二度進入第71屆坎城影展正式競賽單元。2021年，他則以《真實世界》進入第78屆威尼斯影展正式競賽單元。

## 電影作品

### 劇情長片
- 2006年：《寂寞愛光臨》(Je ne suis pas là pour être aimé)
- 2009年：《夏日琴聲（法语：Mademoiselle Chambon (film)）》(Mademoiselle Chambon)
- 2012年：《春日光景》(Quelques heures de printemps)
- 2015年：《衡量一個人》(La Loi du marché)
- 2016年：《女人的一生（法语：Une vie (film, 2016)）》(Une vie)
- 2018年：《全面開戰（法语：En guerre (film)）》(En guerre)
- 2021年：《真實世界（法语：Un autre monde (film, 2021)）》(Un autre monde)
- 2023年：《淡季（法语：Hors Saison (Film)）》(Hors saison)

## 外部連結
- 史蒂芬·布塞在互联网电影资料库（IMDb）上的資料（英文）